# Мир Тодда
Мир Тодда (англ. ToddWorld) — анимационный детский телесериал, созданный Тоддом Парром и Джерри Ренертом через их калифорнийскую компанию SupperTime Entertainment и спродюсированный компанией Mike Young Productions.

## Описание
Сериал посвящён приключениям мальчика по имени Тодд и его друзей: Бенни, Пикла, Софи и Стеллы. Сериал отличается смелыми линиями и яркими цветами. Каждый эпизод несёт в себе послание о терпимости, разнообразии и принятии.

## Персонажи
- Тодд (озвучивает Райан Хиракида) — синий мальчик с пятью прядями волос. Он любит рисовать и есть макароны с сыром в ванне. Тодд — энергичный и умный мальчик, который увлекается творчеством, спортом, чтением и созданием новых вещей. Благодаря своему игривому и доброму характеру он легко заводит новых друзей, а любопытство Тодда, с которым он знакомится с другими людьми, делает его довольно непредвзятым, когда речь заходит о том, что отличает людей друг от друга. Тодд очень привязан к своему псу Бенни и часто чувствует себя одиноко, когда того нет рядом. Иногда Тодд может быть эгоистичным, если чего-то очень хочет, но он всегда извлекает уроки из своих ошибок и исправляется. Бывает, что Тодд становится голосом разума в группе, но он может вести себя так же странно, как и Пикл. Среди крылатых фраз Тодда — «Москит-неряха» (англ. «Neato Mosquito»), «Прыгающие бобы Лимы» (англ. «Leaping Lima Beans»), «Могучие макароны» (англ. «Mighty Macaroni»), «Потрясающий опоссум» (англ. «Awesome Possum»), «Привет, я Тодд, и это мой мир!» (англ. «Hi, I'm Todd, and this is my world!») и «Увидимся в следующий раз. С любовью, Тодд» (англ. «See you next time. Love, Todd»).
- Бенни (озвучивает Дорон Белл) — говорящий пёс Тодда, энергичный и игривый, с хорошим аппетитом. Иногда он бывает ленив и много спит, но также любит проводить время с друзьями. Бенни больше всего ценит свою связь с Тоддом и мнение Тодда о нём. Хотя Бенни внешне ведёт себя спокойно, у него, как и у остальных, есть свои заботы и тревоги.
- Пикл (озвучивает Питер Келамис) — один из лучших друзей Тодда. У него зелёная кожа, корона и фиолетовые штаны в горошек. У Пикла есть три домашних червяка по имени Руперт, Бернард и Франческа, которые любят выполнять акробатические трюки. Он живёт в цирке-шапито с животными (розовым слоном по имени Эдит, розовой обезьяной-акробаткой по имени Эстель, танцующим медведем по имени Брайан и львом по имени Грег). Пикл хочет веселиться, и у него много талантов, которые он приобрёл, выросши в цирке. Пиклу интересны новые впечатления и люди, хотя поначалу он может быть подозрительным. Пикл часто беспокоится о мелочах, пока не понимает, что ему следовало просто спросить. Энергичный и дружелюбный характер Пикла позволяет ему легко находить общий язык с друзьями и другими людьми. Пикл, может, и не самый умный в группе, но он способен помочь или предложить безумные идеи.
- Софи (озвучивает Шанталь Стрэнд) — лучшая подруга Тодда. У неё две красные косички, которыми она может взмахивать, чтобы летать. Софи умна, креативна и любит изобретать, но может стать упрямой, если её планы не срабатывают. Несмотря на это, Софи продолжает искать новые идеи. Она заботится о других и обладает эмпатией, которая позволяет ей легко заводить друзей. Софи любит веселиться и старается не осуждать других. Она живёт в квартире со своей кошкой Митци, золотой рыбкой Бананой и тремя приёмными щенками: Освальдом, Джейком и Инки.
- Стелла (озвучена Мэгги Блю О’Хара в 1-м сезоне и Бритт Маккиллип во 2-м сезоне) — ещё одна подруга Тодда. Она модная и привлекающая к себе внимание девушка, которая одержима блёстками, стразами, звёздами и аксессуарами для волос. Стелла — заботливая и отзывчивая подруга, которая сделает всё возможное, чтобы кому-то стало лучше. Стелла зрелая и творческая, но она не гнушается просьбами или слезами, чтобы получить желаемое[9].

## Эпизоды

### Обзор серий
| Сезон | Сегменты | Серии | Серии | Даты показа     | Даты показа      |
| Сезон | Сегменты | Серии | Серии | Первая серия    | Последняя серия  |
| ----- | -------- | ----- | ----- | --------------- | ---------------- |
| 1     | 52       | 26    | 26    | ноябрь 8, 2004  | декабрь 21, 2005 |
| 2     | 26       | 13    | 13    | апрель 16, 2007 | июнь 10, 2008    |

### Первый сезон (2004—2005)
1. Todd Builds a Fort (8 ноября 2004)
  1. Stella’s Different Ears (8 ноября 2004)
2. Toddtime (9 ноября 2004)
  1. Rock My World (9 ноября 2004)
3. Prickly Partner (10 ноября 2004)
  1. Pickle's Smelly Socks (10 ноября 2004)
4. It's OK to Lose Your Mittens (11 ноября 2004)
  1. Stella's Special Club (11 ноября 2004)
5. Worm's Eye View (12 ноября 2004)
  1. Pickle's Problem (12 ноября 2004)
6. Venus Ice Cream Trap (15 ноября 2004)
  1. Platyroo (15 ноября 2004)
7. Come Over to My House (22 ноября 2004)
  1. Sophie's Sinking Feeling (22 ноября 2004)
8. Who's Your Best Friend? (29 ноября 2004)
  1. Pretend Friend (29 ноября 2004)
9. Stella's Bad Dream (28 марта 2005)
  1. Mommy Mitzi (28 марта 2005)
10. Bark in the Dark (29 марта 2005)
  1. It's OK Not to Win (29 марта 2005)
11. It's OK to Have Wheels (30 марта 2005)
  1. Princess Pirate (30 марта 2005)
12. Monkeying Around (31 марта 2005)
  1. No Place Like Home (31 марта 2005)
13. Todd Takes a Stand (8 апреля 2005)
  1. Benny's Missing Chew Toy (8 апреля 2005)
14. Colorful Friend (25 мая 2005)
  1. It's OK to Say No to Bad Things (25 мая 2005)
15. Sophie's Big Invention (30 мая 2005)
  1. Dog's Day (30 мая 2005)
16. Whole Lotta Limbo (31 мая 2005)
  1. Shall We Dance? (31 мая 2005)
17. Dirt Day (20 июня 2005)
  1. Mr. Cuddle Wuddle (20 июня 2005)
18. It's OK to Do Your Own Thing (18 июля 2005)
  1. Follow That Alligator (18 июля 2005)
19. Beach Day (24 августа 2005)
  1. New Kid on the Block (24 августа 2005)
20. You Get What You Get (28 сентября 2005)
  1. Garden Variety Pickle (28 сентября 2005)
21. Pizza on Earth (9 октября 2005)
  1. Quill She or Won't She? (9 октября 2005)
22. Flavor of the Month (16 октября 2005)
  1. Bark Like a Cat (16 октября 2005)
23. Colorless Todd (23 октября 2005)
  1. Underwear Everywhere (23 октября 2005)
24. It's OK to Talk with Your Hands (15 ноября 2005)
  1. Water U Thinking? (15 ноября 2005)
25. Peace is Reading All Kinds of Books (13 декабря 2005)
  1. A Roaring Success (13 декабря 2005)
26. Shoe In (21 декабря 2005)
  1. Itchy Itch (21 декабря 2005)

### Второй сезон (2007—2008)
1. Whatever Sways Your Swing (16 апреля 2007)
  1. A Trunkful of Trouble (16 апреля 2007)
2. For Yelling Out Loud (17 апреля 2007)
  1. Crazy for Cookies (17 апреля 2007)
3. The Hoppy-Poppy Pokey (18 апреля 2007)
  1. Stella's Star Day (18 апреля 2007)
4. New Baby in Town (19 апреля 2007)
  1. Imagine That! (19 апреля 2007)
5. Bye Bye Benny (20 апреля 2007)
  1. Big Feet (20 апреля 2007)
6. Benny and Sam (10 сентября 2007)
  1. A Big Messy Pickle (10 сентября 2007)
7. Come Out of Your Shell (11 сентября 2007)
  1. The Big Picture (11 сентября 2007)
8. Gifted Friends (12 сентября 2007)
  1. Finders Keepers (12 сентября 2007)
9. Potluck Picnic (13 сентября 2007)
  1. The Art of Change (13 сентября 2007)
10. Snack Happy (14 сентября 2007)
  1. Back on the Bike (14 сентября 2007)
11. It's OK to Ask (29 октября 2007)
  1. Bully for You (29 октября 2007)
12. Moving (9 июня 2008)
  1. The Triple Treat Treasure Hunt Race (9 июня 2008)
13. Super Sophie (10 июня 2008)
  1. Hair We Go! (10 июня 2008)[10]

## Трансляция
«Мир Тодда» транслировался на телеканалах TLC и Discovery Family в США в рамках их блока «Ready Set Learn!», в Великобритании на телеканале CBeebies и в Австралии на телеканале ABC Kids.
Сериал продолжал выходить в эфир на каналах TLC до 2007 года и Discovery Kids до 2008 года. В настоящее время сериал транслируется на телеканалах Kabillion и Ultra Kidz.